# Florești (okręg Kluż)
Florești – wieś w Rumunii, w okręgu Kluż, w gminie Florești. W 2011 roku liczyła 20 256 mieszkańców.
W rejonie Florești w 1660 r. miała miejsce bitwa oddziałów siedmiogrodzkich z armią turecką (Bitwa pod Florești, zwana też bitwą pod Klużem), w której 2 czerwca śmiertelną ranę odniósł książę Siedmiogrodu Jerzy II Rakoczy.